# 上野哲弘
上野 哲弘（うえの あきひろ、1944年（昭和19年）10月1日 - 2016年（平成28年）2月23日）は、新宮市長（1期）。和歌山県議会議員（4期）。位階は従五位。旭日小綬章受章。

## 経歴
和歌山県出身。1968年（昭和43年）中央大学法学部卒。1975年（昭和50年）新宮市議会議員となり、その後、市議会副議長となる。1991年（平成3年）和歌山県議会議員に転じ、連続3期務める。1999年（平成11年）の新宮市長選挙に立候補したが、現職の佐藤春陽に破れ落選。2003年（平成15年）の新宮市長選挙に再び立候補し、現職の佐藤春陽を300票弱の差で破り、当選した。
2年後の2005年（平成17年）新宮市は隣接する熊野川町と合併し、新たな新宮市が発足。これに伴う市長選挙に立候補したが、元新宮市長の佐藤春陽に敗れて落選した。4年後の2009年（平成21年）の新宮市長選挙に再び立候補したが、2,000票余りと立候補者の中では最下位で、当選した田岡実千年の約3分の1の票だった。2016年（平成28年）死去。死没日付をもって叙従五位、旭日小綬章を受章。